# Белославско езеро
Белославското езеро (Гебедженско езеро) е езеро-лиман в устието на Провадийска река, западно от Варненското езеро, с което е свързано посредством изкуствено прокопан канал. От запад е очертано от Девненската низина. До прокопаването на канала през 1923 г. езерото е било сладководно и богато на риба, а след това нивото му се понижава с 2,2 m и водата се осолява. С разширяването и удълбаването на плавателния канал след 1970 г. солеността му се увеличава още повече и достига до около 10‰.
Площта му е около 10 km2, ширина от 0,5 до 3,5 km, дължина до 8 km и максимална дълбочина 14 m. Бреговете му са ниски, обрасли с блатна растителност. В югозападната му част се влива Провадийска река.
Езерото има важно транспортно значение. В западната му част е изградено пристанище Варна-Запад, с фериботна връзка до пристанище Черноморск в Украйна. Край северозападния му бряг е изграден химическия комплекс „Девня“. Водите му са замърсени от промишлените предприятия.